# Lorenzo Buffon
Lorenzo Buffon (Majano, 1929. december 19. –) olasz labdarúgókapus. Felesége volt a színésznő Edy Campagnoli, rokona a világbajnok labdarúgókapus Gianluigi Buffon.
Az olasz válogatott tagjaként részt vett az 1962-es labdarúgó-világbajnokságon.
Buffont széles körben generációjának legjobb kapusának tartják és az egyik legjobbnak az olimpiák történetében. Lev Jasin mellett a FIFA beválasztotta az 1960-as évek All-Star csapatába.

## Pályafutása

### Klubcsapatban
Az olaszországi Udinese tartományban, Majanónban született Buffon 15 szezonon át 365 mérkőzésen védett az olasz élvonalban az AC Milan (1949-59), a Genoa CFC (1959-60 ), az Internazionale (1960-63) és Fiorentina csapataiban (1963-64 ).
1948-ban kezdte pályafutását, mielőtt 1949-ben Milánóba szerződött volna. 1950. január 15-én debütált a Serie A-ban, és nem kapott gólt a Sampdoria ellen 1-0-ra megnyert bajnokin. 277 bajnokin védte a csapat kapuját, négy bajnoki címet és két Latin-kupát nyert a csapattal. kiemelkedő szerepet játszott az 1957-58-as BEK-sorozat döntőjébe és az 1955-56-os BEK-sorozat elődöntőjébe jutásához, ahol mindkét alkalommal a Real Madrid győzte le az olasz csapatot. Rajta kívül csak Christian Abbiati, Sebastiano Rossi és Dida viselte 300 tétmérkőzésnél is többször az AC Milan mezét a kapusok közül.
1959-ben a Genoa, 1960-ban az Internazionale játékosa lett. Az 1962-63-as évadot követően bajnoki címet nyert a Helenio Herrera irányította csapattal. Három idényen át segítette a csapatot, amellyel a Vásárvárosok kupája elődöntőjébe jutott az 1960-61-es szezonban. 1963-ban a Fiorentinához igazolt, majd az Ivrea csapatában fejezte be pályafutását.

### A válogatottban
1958 és 1962 közt 15 alkalommal szerepelt az olasz válogatottban. 1958. szeptember 9-én a franciák ellen mutatkozott be a nemzeti csapatban. Az 1962-es labdarúgó-világbajnokságon két mérkőzésen játszott. Ezt követően megsérült, Carlo Mattrel vette át a helyét, így nem ő védett a Chile elleni, később a kirívó durvaságáról elhíresült csoportmérkőzésen.

## Magánélet
Visszavonulása után a fiatal tehetségek felkutatásáért felelt az AC Milannál. Távoli rokona Gianluigi Buffonnak, akinek a nagyapjának az unokatestvére Lorenzo. Felesége volt Edy Campagnoli olasz színésznő, aki korábban Giorgio Ghezzivel, Buffon pályatársával és posztriválisával alkotott egy párt.